# Rafał Cichowski
Rafał Cichowski (ur. 21 marca 1984 w Kutnie) – polski pisarz. Studiował filologię angielską na Uniwersytecie Warszawskim. Twórca literatury fantastycznej i beletrystyki. Nominowany do nagrody Zajdla, wyróżniony w plebiscycie 100 książek, które trzeba przeczytać zorganizowanym przez Empik.

## Życiorys
Zadebiutował w 2015 roku powieścią "2049", za którą został nominowany do Nagrody Fandomu Polskiego im. Janusza A. Zajdla. Zwycięzca konkursu Literackie Kutno za opowiadanie "Pocztówki z Miasta Q". W 2017 roku nakładem Wydawnictwa SQN ukazała się druga powieść autora Pył Ziemi. W 2018 roku magazyn "Nowa Fantastyka" nominował go do nagrody Reflektora dla najlepiej zapowiadających się twórców. Również w 2018 roku na rynku Amerykańskim ukazał się w druku przekład jego debiutanckiej powieści "2049" (Royal Hawaiian Press). W 2019 roku wydane zostały "Requiem dla analogowego świata" oraz zbiór opowiadań "Ludzie potrafią latać". W 2022 roku ukazała się czwarta powieść autora "Dom" (Wydawnictwo MOVA). W 2023 roku do internetu trafiła darmowa powieść "Piękne zwierzęta". W lutym 2025 roku pojawiła się pierwsza wyprodukowana i wydana własnym sumptem powieść "Ogień z każdej strony". 

## Twórczość

### Powieści
- 2049, Gdańsk, Wydawnictwo Novae Res, 2015, ISBN  9788379425204
- Pył Ziemi, Kraków, Wydawnictwo SQN, 2017, ISBN  9788379247813
- 2049, wersja angielska, Royal Hawaiian Press, 2018, ISBN 9781947228238
- Requiem dla analogowego świata, Gdańsk, Wydawnictwo Novae Res, 2019, ISBN  9788381474238
- Dom, Białystok, Wydawnictwo Kobiece, 2022, ISBN  9788367137225
- Piękne zwierzęta, Warszawa, 2023, powieść udostępniona za darmo online
- Ogień z każdej strony, Warszawa, RCY.PL, 2025, ISBN 9788397368002

### Opowiadania
- Wszystko już było, Fenix Antologia, 2018, ISBN 9788365527622

- Ludzie potrafią latać, opowiadanie tytułowe, Gdańsk, Wydawnictwo Novae Res, 2019, ISBN 9788381474993